# 李近仁
李近仁（1914年—1968年），男，直隶（今河北）磁县人，中国兵工专家，曾任第五机械工业部第一研究所副所长。